# Хершипарк стадион
Стадион Хершипарк (енгл. Hersheypark Stadium) је био вишенаменски стадион у граду Херши, Пенсилванија, САД. Отворен је 18. маја 1939. године.
Стадион се користи као спортски објекат, концертно место и локација за разне друге велике активности (укључујући рођенданску гала прославу председника Двајта Д. Ајзенхауера). Поред тога, у њему се одржавала председничка тркачка кампања 2004. за председника Џорџа В. Буша.
Такође је домаћин такмичења кавалкада бендова и турнира бендова „Атлантик кост Чампионшип”, сваког новембра.
Стадион је био домаћин последњег кола предолимпијског „турнира Конкакаф за мушкарце 2000.” за Летње олимпијске игре 2000. године. Омогућена су два места за Олимпијске игре за чланове Конкакафа, а Сједињене Државе и Хондурас су се квалификовали победом у полуфиналним мечевима на квалификационом турниру.  Стадион је једном приликом био домаћин мушкој фудбалској репрезентацији САД где је домаћин победио Пољску резултатом 3 : 1, 9. маја 1990. године.

## Интернационалне фудбалске утакмице
| Датум           | Екипе                                     | Такмичење                                          | Посета |
| --------------- | ----------------------------------------- | -------------------------------------------------- | ------ |
| 9. мај 1990.    | Сједињене Државе 3 : 0 Пољска             | Пријатељска                                        | -      |
| 22. април 1999. | Сједињене Државе 2 : 1 Кина               | Пријатељска − жене                                 | 15.257 |
| 21. април 2000. | Сједињене Државе 3 : 0 Хондурас           | Конкакафов предолимпијски турнир 2000. Група Д     | -      |
| 23. април 2000. | Канада 0 : 2 Хондурас                     | Конкакафов предолимпијски турнир 2000. Група Д     | -      |
| 25. април 2000. | Канада 0 : 0 Сједињене Државе             | Конкакафов предолимпијски турнир 2000. Група Д     | -      |
| 28. април 2000. | Сједињене Државе 3 : 0 Гватемала          | Конкакафов предолимпијски турнир 2000. Полуфинале  | -      |
| 28. април 2000. | Хондурас 0 : 0 Мексико · (5 : 4 п)        | Конкакафов предолимпијски турнир 2000. Полуфинале  | -      |
| 30. април 2000. | Гватемала 0 : 5 Мексико                   | Конкакафов предолимпијски турнир 2000. Треће место | -      |
| 30. април 2000. | Сједињене Државе 1 : 2 Хондурас           | Конкакафов предолимпијски турнир 2000. Финале      | -      |
| 23. јун 2000.   | Сједињене Државе 11 : 0 Тринидад и Тобаго | Конкакафов Златни куп у фудбалу за жене 2000.      | 10.483 |